# 美國駐德國大使館

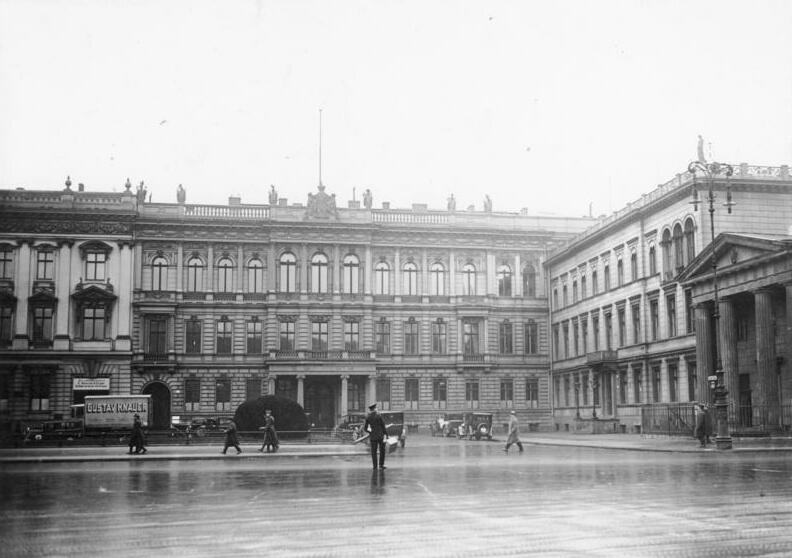
布吕赫宫，大使馆在巴黎广场上的馆址（1932年）

美国驻德國大使馆（英語：Embassy of the United States, Berlin）是美利坚合众国派驻德意志联邦共和国的外交代表機構。现址设于柏林巴黎广场2号，2008年7月4日揭幕。
美国驻德使馆始于1797年。1930年购入巴黎广场现址。二战中受损严重，1957年經东德政府拆除。